# Chủ ngữ
Chủ ngữ trong một câu đơn giản như Hùng là thầy giáo, Minh đang chạy, hoặc Minh được thầy khen là người hay vật mà câu văn đó nói về, trong trường hợp này là 'Minh'. Thông thường chủ ngữ là từ hay đoạn văn điều khiển động từ trong đoạn văn, nghĩa là nó tương ứng với thì của động từ đó. Nếu không có động từ trong câu, chẳng hạn Minh – thật là ngốc quá thể!, hoặc động từ trong câu lại có chủ ngữ khác, như Minh – Tôi không chịu nổi hắn!, khi đó 'Minh' không được coi là chủ ngữ mà chỉ là chủ đề của câu.
Ngoài ra Minh là chủ ngữ là bộ phận thứ nhất, nêu người hay sự vật làm chủ sự việc trong câu. Chủ ngữ có thể dùng trả lời câu hỏi: Ai? Cái gì? Con gì? Việc gì? Sự vật gì?
Phần nhiều danh từ và đại từ giữ chức vụ chủ ngữ. Các loại từ khác, đặc biệt là tính từ và động từ (gọi chung là thuật từ) cũng có khi làm chủ ngữ. Trong trường hợp này, tính từ và động từ được hiểu như một danh từ.
VD:
– Minh phải học tập là quyền lợi và đồng thời là nghĩa vụ của Minh.
Học tập là động từ. Trường hợp này, được hiểu là “Việc học tập”.
– Tốt đẹp phô ra, xấu xa đậy lại.
Tốt đẹp, xấu xa là tính từ. Trường hợp này được hiểu là “cái tốt đẹp”, “cái xấu xa”.
+ Chủ ngữ có thể là một từ.
VD:
– Học sinh Minh học tập.
+ Cũng có thể là một cụm từ.
VD:
– Tổ quốc ta giàu đẹp.
Tổ quốc ta là chủ ngữ gồm có hai từ ghép lại: Tổ quốc và ta.
Trường hợp này gọi là bộ phận chủ ngữ.
+ Cũng có thể là cụm chủ vị.
VD:
– Chiếc bút bạn tặng tôi rất đẹp.
Chiếc bút bạn/tặng tôi là cụm C-V.
Trường hợp này gọi là bộ phận chủ ngữ.

## Sách tham khảo
- Ágel, V., L. Eichinger, H.-W. Eroms, P. Hellwig, H. Heringer, and H. Lobin (eds.) 2003/6. Dependency and valency: An International Handbook of Contemporary Research. Berlin: Walter de Gruyter.
- Barry, A. 1998. English Grammar: Language as Human Behavior. Upper Saddle River, NJ.: Prentice Hall.
- Biber, D. et al. 1999. Longman Grammar of spoken and written English. Essex, England: Pearson Education limited.
- Collins Cobuild English Grammar 1995. London: HarperCollins Publishers.
- Comrie, Bernard (1981, 2nd ed. 1989) Language Universals and Linguistic Typology[liên kết hỏng]. University of Chicago Press.
- Conner, J. 1968. A Grammar of Standard English. Boston: Houghton Mifflin Company.
- Fergusson, R. and M. Manser 1998. The Macmillan Guide to English Grammar. London: Macmillan.
- Hale, K.; Keyser, J. (2002). "Prolegomena to a theory of argument structure", Linguistic Inquiry Monograph, 39, MIT Press, Cambridge, Massachusetts.
- Jurafsky, D. and J. Martin 2000. Speech and Language Processing: An introduction to natural language processing, computational linguistics, and speech recognition. New Delhi, India: Pearson Education.
- Mikkelsen, L. 2005. Copular clauses: Specification, predication, and equation. Linguistics Today 85. Amsterdam: John Benjamins.
- Moro, A. 1997. The raising of predicates. Predicative noun phrases and the theory of clause structure, Cambridge Studies in Linguistics, Cambridge University Press, Cambridge, England.
- Payne, T. 2011. Understanding English Grammar. Cambridge, UK: Cambridge University Press.
- Tesnière, L. 1969. Éleménts de syntaxe structurale. 2nd edition. Paris: Klincksieck.